# محمود رمضان العطار
محمود رمضان العطار هو لاعب رياضي مصري بارالمبي، شارك بشكل أساسي في فعاليات الرمي من الفئة F57/58.
شارك محمود في رياضة رمي القرص والرمح فئة F57/58 في دورة الألعاب البارالمبية الصيفية 2008، وحصل على الميدالية الفضية في رمي الرمح.

## روابط خارجية
- نتائج محمود رمضان العطار من اللجنة البارالمبية الدولية